# Alexander Concha
Alexander Javier Concha Hidalgo (Valparaíso, Chile, 7 de junio de 1999) es un futbolista chileno que juega en la posición de mediocampista. Actualmente milita en Fernández Vial de la Segunda División Profesional de Chile.

## Trayectoria
Realizó su formación de juvenil en el club Everton, y su debut profesional fue un partido disputado decimosexta fecha de la Campeonato de Primera División de Chile ante O'Higgins. 
Para el año 2020, parte a préstamo al Deportes Puerto Montt para disputar el Campeonato de Primera B del fútbol Chileno. Tras defender nuevamente la camiseta de Everton en 2021, para la temporada siguiente ficha por San Marcos de Arica de la Segunda División Chilena.
Para la temporada 2023, firma por Arturo Fernández Vial de la Segunda División chilena.

## Clubes
| Club                             | País  | Año       | PJ | Goles |
| -------------------------------- | ----- | --------- | -- | ----- |
| Everton                          | Chile | 2018-2021 | 12 | 0     |
| → Deportes Puerto Montt (cedido) | Chile | 2020      | 8  | 2     |
| San Marcos de Arica              | Chile | 2022      | 8  | 0     |
| Fernández Vial                   | Chile | 2023-Act. | 2  | 1     |

## Palmarés

### Campeonatos nacionales
| Título           | Club                | País  | Año  |
| ---------------- | ------------------- | ----- | ---- |
| Segunda División | San Marcos de Arica | Chile | 2022 |